# ليز ماكمانوس
ليز ماكمانوس (بالإنجليزية: Liz McManus)‏ (و. 1947  م) هي سياسية من كندا، وأيرلندا، ولدت في مونتريال، هي عضوةٌ في حزب العمال.

## مناصب
تولت منصب
- نائب دييل 14 يونيو 2007–1 فبراير 2011[1]
- نائب دييل 6 يونيو 2002–26 أبريل 2007[1]
- نائب دييل 24 يناير 1999–25 أبريل 2002[1]
- نائب دييل 26 يونيو 1997–24 يناير 1999[1]
- نائب دييل 14 ديسمبر 1992–15 مايو 1997[1]
- Department of Housing, Local Government and Heritage [الإنجليزية]‏
- حزب العمال

.

## التعليم
تعلمت في كلية دبلن الجامعية
.